# Nils Posse (1862–1895)

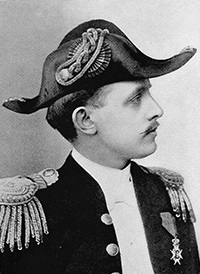
Nils Posse.

Nils Posse, född 15 maj 1862 i Stockholm, död 18 december 1895 i Boston, var en svenskamerikansk friherre och gymnastiklärare.
Nils Posse var son till majoren friherre Knut Henrik Posse och brorson till Johan August Posse. Han avlade mogenhetsexamen i Stockholm 1880, blev sedan kadett vid Krigsskolan på Karlberg samt utnämndes till underlöjtnant vid Livregementets grenadjärkår 1881 och erhöll 1883 transport till Svea artilleriregemente. 
Efter att 1883–1885 ha genomgått Gymnastiska centralinstitutet emigrerade han 1885 till USA, där han slog sig ned i Boston och verkade där, först som sjukgymnast, men efterhand alltmer inom friskgymnastiken. Posse gav 1888 en kurs i svensk pedagogisk gymnastik för lärarinnor från olika skolor i Boston och var 1889–1890 lärare vid Boston Normal School och Gymnastics. Hans verksamhet där medförde att den Lingska gymnastiken infördes i Bostons folkskolor. Posse upprättade 1890 ett eget gymnastikinstitut, The Posse Gymnasium, i Boston. Där utbildades både sjuk- och friskgymnaster, och institutet fick stor betydelse för gymnastikintressets utbredning i USA. På Världsutställningen i Chicago 1893 var Posse kommissarie för den svenska avdelningen, där särskilt Stockholms gymnastikförenings avdelning väckte uppmärksamhet. Han var även en mångsidig och framstående idrottsman, framförallt skridskoåkare. 
Posse utgav en rad skrifter i gymnastiska frågor, av vilka några samlades i Columbian Collection of Essays on Swedish Gymnastics (1893). Posse skrev dessutom Handbok i figuråkning på skridskor (1889, engelsk översättning med titeln A Handbook on Fancy Skating). Från 1892 utgav Posse även månadsskriften The Posse Gymnasium Journal.